# Pseudotrochalus calabaricus
Pseudotrochalus calabaricus är en skalbaggsart som beskrevs av Moser 1917. Pseudotrochalus calabaricus ingår i släktet Pseudotrochalus och familjen Melolonthidae. Inga underarter finns listade i Catalogue of Life.